# Emer O’Sullivan
Emer O’Sullivan (* 25. Juli 1957 in Dublin) ist eine irische Literaturwissenschafterin und Autorin. Hauptgegenstand ihrer Arbeit ist die Kinder- und Jugendliteratur.

## Ausbildung und berufliche Tätigkeit
Emer O’Sullivan verbrachte ihre Jugend in Dublin. Ein Studium der Anglistik, Germanistik und Hispanistik am University College Dublin schloss sie 1980 als Bachelor ab. Den Magistertitel in Germanistik und Anglistik erwarb sie 1984 an der Freien Universität Berlin. Für ihre Dissertation untersuchte sie das Englandbild in deutschsprachigen Kinder- und Jugendbüchern, um das ästhetische Potenzial nationaler Stereotypen auszuloten, und wurde 1987 zum Dr. phil. promoviert. Nach einem Wechsel 1990 an die Johann Wolfgang Goethe-Universität Frankfurt am Main konnte sie sich dort 1999 mit einer Arbeit zur komparatistischen Kinderliteraturforschung habilitieren. Nach einer Lehrstuhlvertretung an der Universität Essen wurde O’Sullivan Hochschuldozentin am Institut für Jugendbuchforschung der Frankfurter Universität. 2004 erhielt sie eine Professur an der Leuphana Universität Lüneburg.
Emer O’Sullivan ist eins von sieben Mitgliedern des Stiftungsrats der Leuphana Universität.

## Hauptarbeitsgebiete
Hauptgegenstand von O’Sullivans Forschung ist die Kinder- und Jugendliteratur. Dabei stehen die verschiedenen Themenfelder der Komparatistik im Mittelpunkt ihres Interesses; es sind besonders die interkulturelle Hermeneutik und die Übersetzungswissenschaft zu nennen.
Zusammen mit Dietmar Rösler, Professor für Deutsch als Fremdsprache an der Universität Gießen, ist Emer O’Sullivan Verfasserin zweisprachiger Jugendbücher. Als Jurymitglied traf sie Entscheidungen über die Verleihung des James Krüss Preises für internationale Kinder- und Jugendliteratur.

## Auszeichnungen
- Award for Outstanding Research der International Research Society for Children's Literature, 2001
- Book Award der Children’s Literature Association
- Lehrpreis der Leuphana Universität Lüneburg 2008 und 2011

Emer O’Sullivan ist seit 2009 Library Research Fellow an der Bibliothek der Princeton University.

## Schriften und Werke
Qualifikationsarbeiten und weitere wissenschaftliche Schriften (Auswahl)
- Das ästhetische Potential nationaler Stereotypen in literarischen Texten auf der Grundlage einer Untersuchung des Englandbildes in der deutschsprachigen Kinder- und Jugendliteratur. Stauffenburg, Tübingen 1989, ISBN 978-3-923721-38-2 (Dissertation, Freie Universität Berlin 1987)
- Kinderliterarische Komparatistik. Winter, Heidelberg 2000, ISBN 978-3-8253-1039-4 (Habilitationsschrift)
- Friend and foe - the image of Germany and the Germans in British children’s fiction from 1870 to the present. Narr, Tübingen 1990, ISBN 978-3-87808-686-4
- als Herausgeberin: Kinder- und Jugendliteratur. Klett, Stuttgart 2002, ISBN 978-3-12-675554-2
- Historical Dictionary of Children’s Literature. Scarecrow Press, Lanham, Md. 2011, ISBN 978-0-8108-6080-3
- Historical Dictionary of Children’s Literature. Second Edition. Lanham, Md. Rowman & Littlefield 2023, ISBN 9781538122921
- mit Dietmar Rösler: Kinder- und Jugendliteratur im Fremdsprachenunterricht. Stauffenburg, Tübingen 2013, ISBN 978-3-86057-297-9.
- als Herausgeberin mit Andrea Immel: Imagining sameness and difference in children’s literature – from the Enlightenment to the present day. Palgrave Macmillan, London 2017, ISBN 978-1-137-46168-1

Kinder- und Jugendbücher (Auswahl)
- mit Dietmar Rösler: It could be worse – oder?. Rowohlt, Reinbek 1988, ISBN 978-3-499-20374-9 (englisch-deutsch)
- mit Dietmar Rösler: Watch out – da sind sie, Rowohlt, Reinbek 2005, ISBN 978-3-499-21282-6 (englisch-deutsch)
- mit Dietmar Rösler: I like you – und du?. Rowohlt, Reinbek 2006, ISBN 978-3-499-20323-7 (englisch-deutsch)
- mit Dietmar Rösler: Switch – wer ist hier wer?. Rowohlt, Reinbek 2008, ISBN 978-3-499-21468-4 (englisch-deutsch)
- mit Dietmar Rösler: Mensch, be careful. Rowohlt, Reinbek 2017, ISBN 978-3-688-10453-6 (englisch-deutsch)
- mit Dietmar Rösler: Butler und Graf. Rowohlt, Reinbek 2017, ISBN 978-3-688-10446-8 (englisch-deutsch)